# Judži Sugano
Judži Sugano (* 14. duben 1961) je bývalý japonský fotbalista.

## Klubová kariéra
Hrával za Nagoya Grampus Eight.

## Reprezentační kariéra
Judži Sugano odehrál za japonský národní tým v roce 1988 celkem 1 reprezentační utkání.

## Statistiky
| Japonsko | Japonsko | Japonsko |
| Roky     | Záp.     | Góly     |
| -------- | -------- | -------- |
| 1988     | 1        | 0        |
| Celkem   | 1        | 0        |